# Ільяс Тархан
Ільяс Умер оглу Тархан (рос. Ильяс Умерович Тархан, народився 1900 року у селі Корбекуль (нині Ізобільне) Таврійської губернії, помер 17 квітня 1938 року у Сімферополі) — кримськотатарський радянський журналіст і політичний діяч.

## Життєпис
У 1919 році він стає членом РКП(б), у 1923—1924 роках — редагував одну з кримськотатарських молодіжних газет, згодом стає партійним чиновником у Судаку та Бахчисараї. З 20 лютого 1931 року по 9 вересня 1937 року перебуває на посаді голови ЦВК Кримської АРСР, а з 1931 по 1936 роки редагував один із журналів цієї республіки. У 1934 році стає членом Спілки письменників СРСР та головою Спілки письменників Криму. 8 вересня 1937 року, під час великого терору, його заарештували, потім засудили до смертної кари на виїзному засіданні Військової колегії Верховного Суду СРСР за звинуваченням у тому, що він був одним із голів антирадянської шпигунської та підривної терористичної організації. За цим звинуваченням його розстріляли.
24 листопада 1956 року посмертно реабілітований Верховним Судом СРСР.